# Dreaming I was dreaming
《Dreaming I was dreaming》是安室奈美惠以個人單獨名義在1997年11月27日發行的第11張單曲。

## 簡介
- 1997年10月22日，突然宣布與TRF的成員SAM閃電結婚、並宣布懷有3個月身孕後，於11月27日發售本單曲。
- 翌年1998年暫別歌壇待產前最後一張單曲與當時的短髮造型都成為話題。
- 封面為安室本人的笑容，封底則是安室於沙灘漫步的背影。
- 三貴「Maki jewelery estate jewelry twin」的形象歌曲。
- 首次由久保浩二單獨負責單曲的作曲與編曲部分。
- 懷孕時肚子微拱於PV中華麗地跳舞亦成為話題。
- 並未收錄任何原創專輯中。本作以外只收錄於結婚慶祝盤《CAN YOU CELEBRATE? (MAXI)》（Subconscious Mix）與停工待產時的精選輯《181920》。
- 絕少於現場演唱本曲。至安室引退為止，只有在2014年《LIVE STYLE 2014》演唱會完整獻唱。

## 收錄曲
作詞：MARC & 小室哲哉 作曲・編曲：久保浩二
1. Dreaming I was dreaming (Straight Run)
2. Dreaming I was dreaming (congratulations)

1. Dreaming I was dreaming (Instrumental)

Mixed by Dave Way

Track 2 remixed by Joe Chicarelli

Piano by Tetsuya Komuro

## 關連DVD
- 「181920 films」（VHS、DVD）
- 「181920 films + filmography」（DVD）